# Transporte en la Nueva España
En América, y concretamente en Nueva España, el transporte de mercancías era llevado a cabo por los  indios tamemes. Tras la conquista española el territorio empezó a ser visto ya no como el asiento de diversos pueblos sino como un todo: se intensificó el comercio y la necesidad de viajar de un lugar a otro fue creciendo, lo que provocó la ampliación y mejoramiento de los caminos existentes , así como la creación de nuevas rutas y medios de transporte. La evolución de los medios de transporte no está dividida tajantemente por una fecha puesto que también fue un indicador del estatus social, así, aunque ya existían coches muy lujosos, los grupos sociales menos privilegiados no podían costearlos y seguían utilizados medios de transporte más sencillos, como las mulas y los burros e incluso a los tamemes

## Evolución del transporte
La evolución del transporte en la Nueva España puede describirse en tres fases: energía humana; energía animal; y carretería y carrocería.

### Primera fase: energía humana

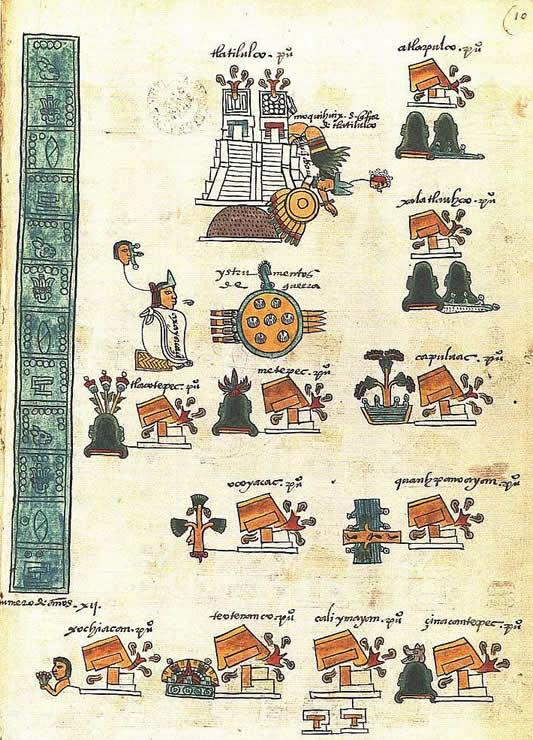
El Codice Mendoza describe detalladamente la forma mexica de transporte

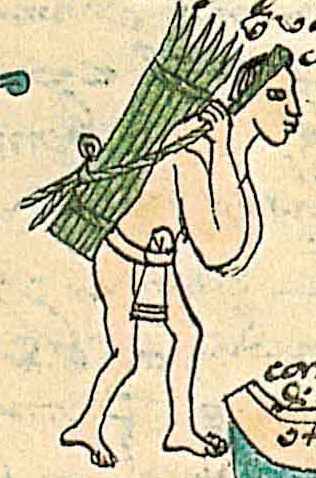
El Códice Mendoza representa a un tameme llevando su carga con ayuda del mecapal

Esta fase corresponde a los años previos a la conquista y a los primeros años después de la llegada de los españoles, el único medio de transporte de mercancía eran los indios tamemes, palabra náhuatl que significa cargar Ellos cargaban aproximadamente 45 kg.
«Los tamemes se entrenaban desde que eran niños, sus padres, también cargadores, eran los encargados de adiestrarlos. Todos procedían del pueblo, eran macehuales. Los cargadores se solían colocar en las afueras de los tianguis, donde esperaban a ser contratados. Los tamemes que servían en las expediciones de los pochtecas, los mercaderes, eran considerados de más alto rango. Para cargar empleaban un mecapal ancho de cuero y de ixtle que se colocaban en la frente.» En ocasiones llevaban las llamadas petlacallis, cestas de caña muy bien tejida, para preservar su carga de las inclemencias del tiempo.
En Tenochtitlán el transporte también era posible por la extensa red de canales que atravesaban  y rodeaban el valle, para su uso se crearon los “acallis” (una especie de canoa) construidas con tronco de roble que tenía capacidad hasta para 70 personas.

### Segunda fase: energía animal

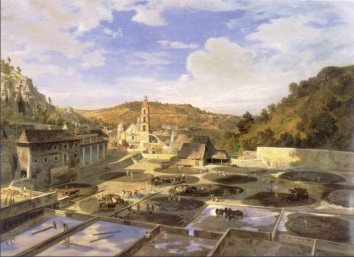
Eugenio Landesio en su obra Patio de la Hacienda de Regla muestra cómo burros, mulas y caballos viejos seguían usándose en la minería del México independiente, ya a mediados del.

La transición a esta fase fue posible porque los españoles trajeron consigo bestias de carga, las cuales suplieron a los indios tamemes y aumentaron la capacidad de carga que podía realizarse en un viaje. Se sustituyó la energía humana por la energía animal, sobre todo burros y mulas. En las zonas mineras, cuando esos animales envejecían eran usados para mezclar el mercurio o azogue en el método de patio de las minas.

#### Burros
Hay dos leyendas respecto a cómo llegaron los burros a Nueva Españaː

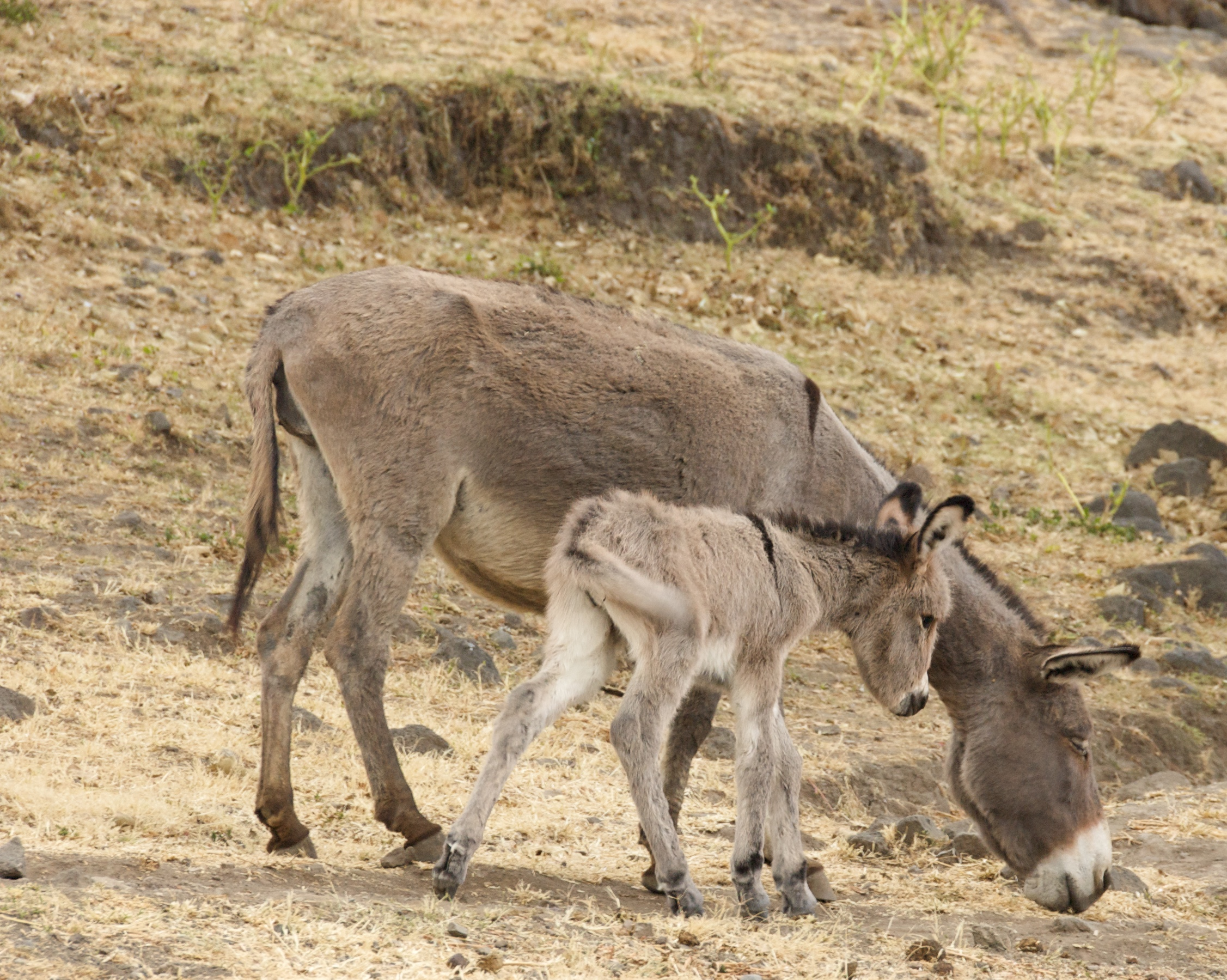
Los burros desplazaron a los tamemes en el transporte de las cargas más pesadas, aunque no terminaron con su oficio, que perdura hasta la actualidad

- Cristóbal Colón trajo seis burros, cuatro machos y dos hembras, que dejó en La Española, ahora isla de Santo Domingo, en el Caribe, de ahí fueron trasladados a la Ciudad de México, de donde se fueron extendiendo por el territorio.

- Fray Juan de Zumárraga, cuando regresó a Nueva España en 1530, en su calidad de primer obispo de México, sintió compasión por los tamemes e importó burros de Castilla, donde el burro había convivido con el hombre desde hacía tres mil años.[2]

#### Mulas y recuas

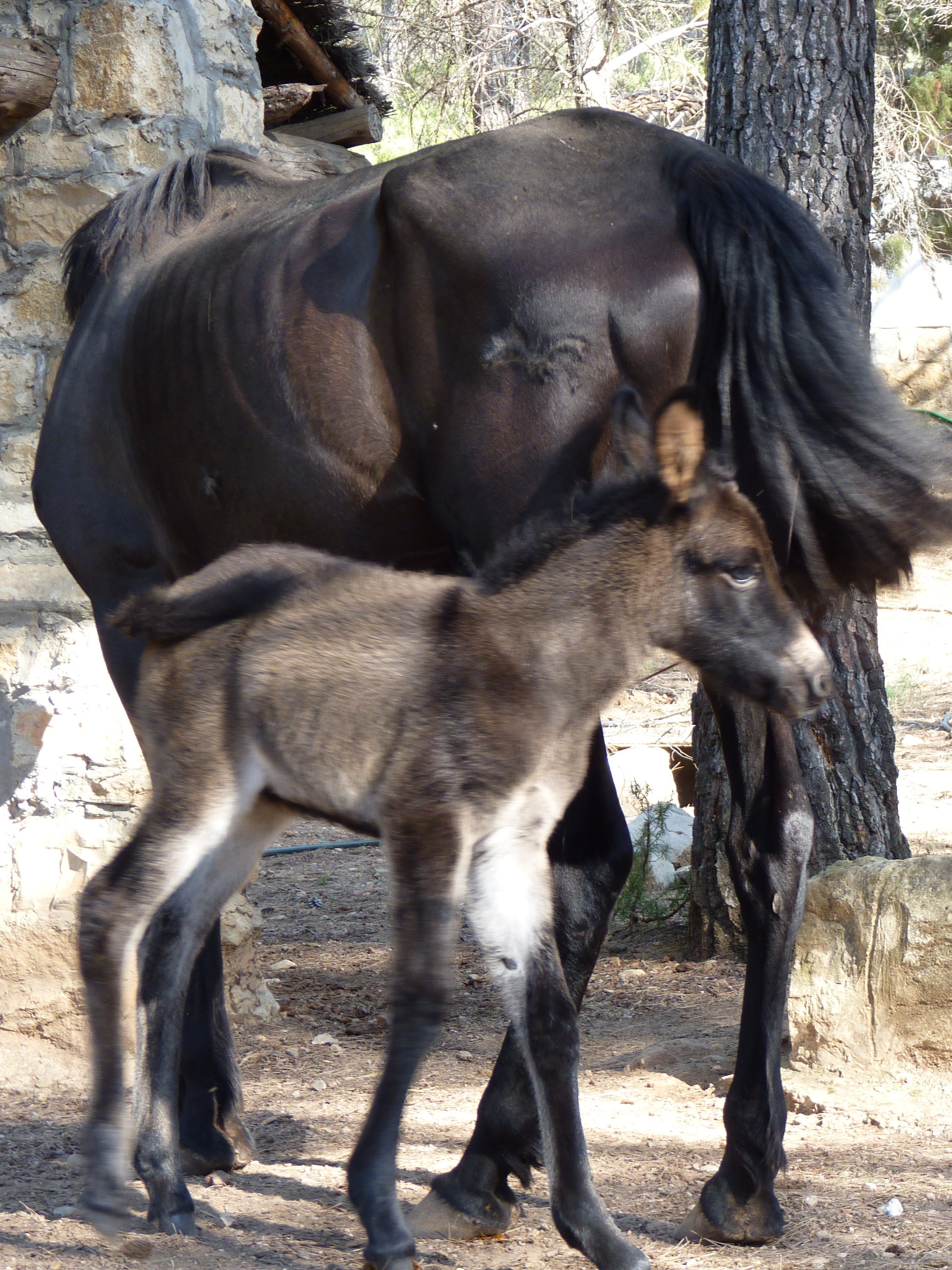
Una mula recién nacida junto a su madre

Además de los burros, los españoles trajeron las mulas que más que triplicaron la capacidad de cargaː de 45 kg que llevaba un tameme a los 150 kg que cargaba una sola mula. Híbrido de yegua y burro, su uso era tradicional entre los comerciantes españoles. 
Las recuas, conjunto de animales de carga, generalmente de mulas, fueron muy usadas por los comerciantes españoles y criollos, por todo el territorio de Nueva España y en el resto de América. Hasta la fecha, son usadas en lugares aislados y montañosos en los que otra forma de transporte es difícil y cara. Los arrieros, conductores de las recuas, se consideran los comerciantes locales por excelencia y en tiempo de la Colonia eran además los portadores de noticias, aunque a veces su camino era tan largo que podrían demorar seis meses o más. Ellos surtían de mercancía a las ferias y a las tiendas de raya de las haciendas.

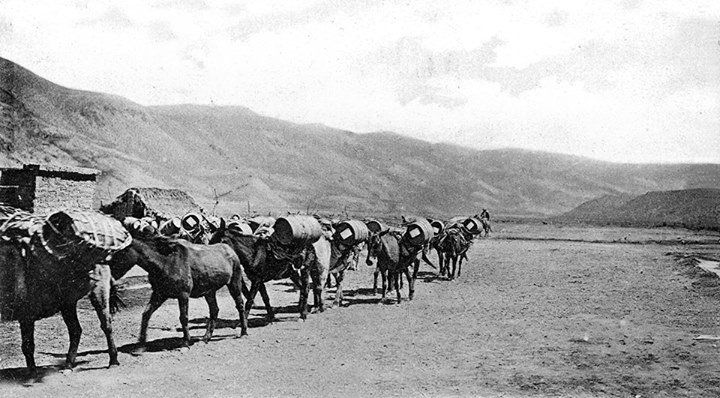
Recua ca. 1920 llevando vino desde San Rafael (Mendoza) a Chos Malal (Neuquén).

"Se estima que hacia 1540, cien recuas de mulas transitaban por los caminos novohispanos haciendo posible que llegaran a la ciudad minerales, pieles, granos y productos agrícolas del norte, cerdos de Apan, Calpulalpan y Toluca; trigo de Atlixco y Tehuacan; maíz de Tepeaca, Ixtlahuaca y Metepec y azúcar de Cuernavaca e Izúcar." 

#### Caballos
Los caballos también fueron parte fundamental de la vida colonial, aunque su importancia y rotundo éxito se debió a la perfecta adaptación con los extensos horizontes y largos caminos tendidos entre lugares distantes, a que eran usados como transporte de personas y a que fungieron como un distintivo social. Los caballos llamaron profundamente la atención a los indígenas de todo el continente. Cuando mataron a alguno se dieron cuenta de que no eran inmortales.

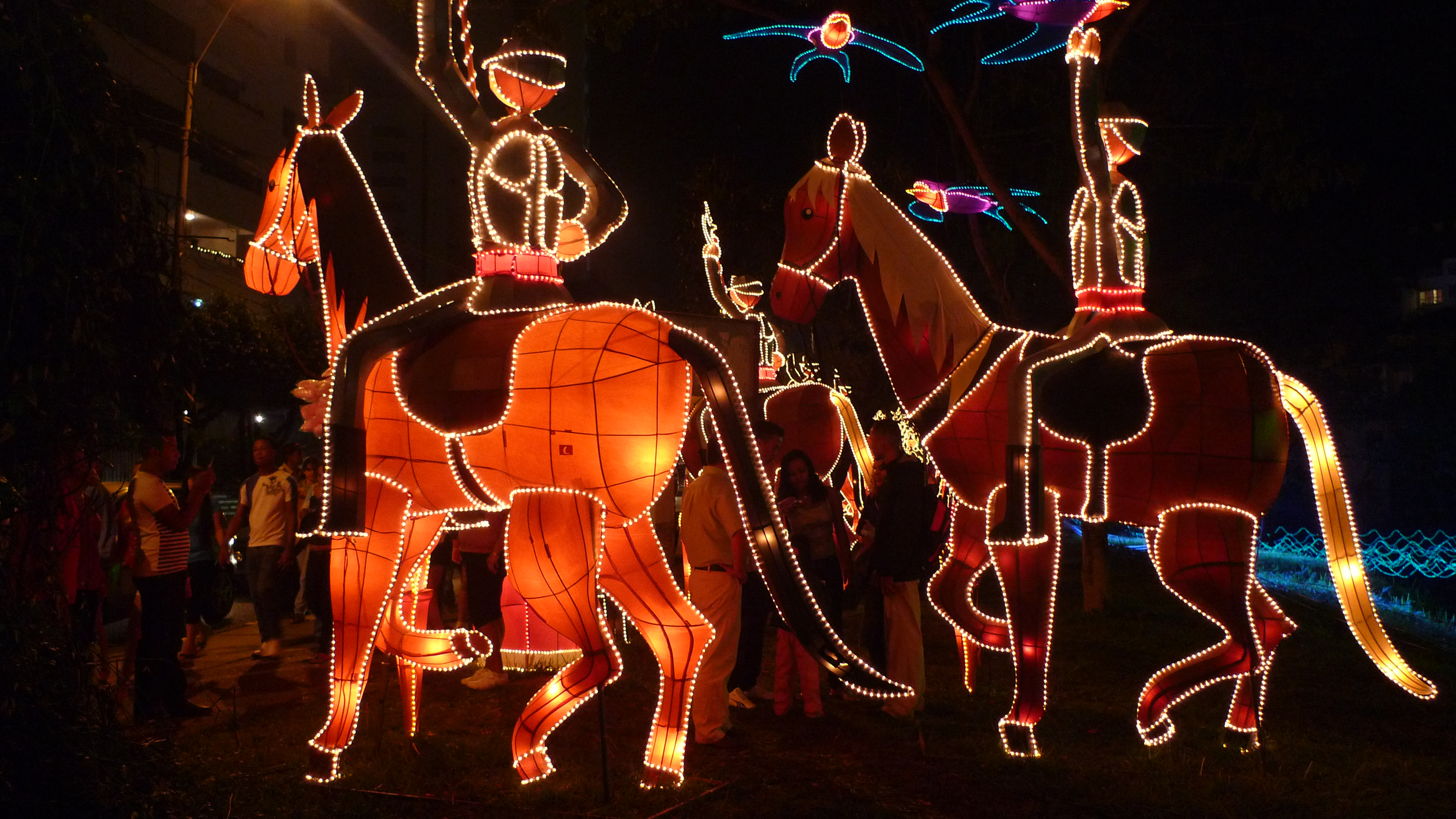
En Colombia, como en México, se representa a los conquistadores a caballo, como en este cuadro de alumbrado público.

Los caballos de lujo pertenecía a los caballeros y constituían el centro de su vida. Con ellos galanteaban a las damas y afirmaban su abolengo. Había también caballos para transporte de mercancía, o sea que considerados bestias de carga, pero no era lo usual y generalmente se trataba de caballos castrados.

### Tercera fase: carretería y carrocería

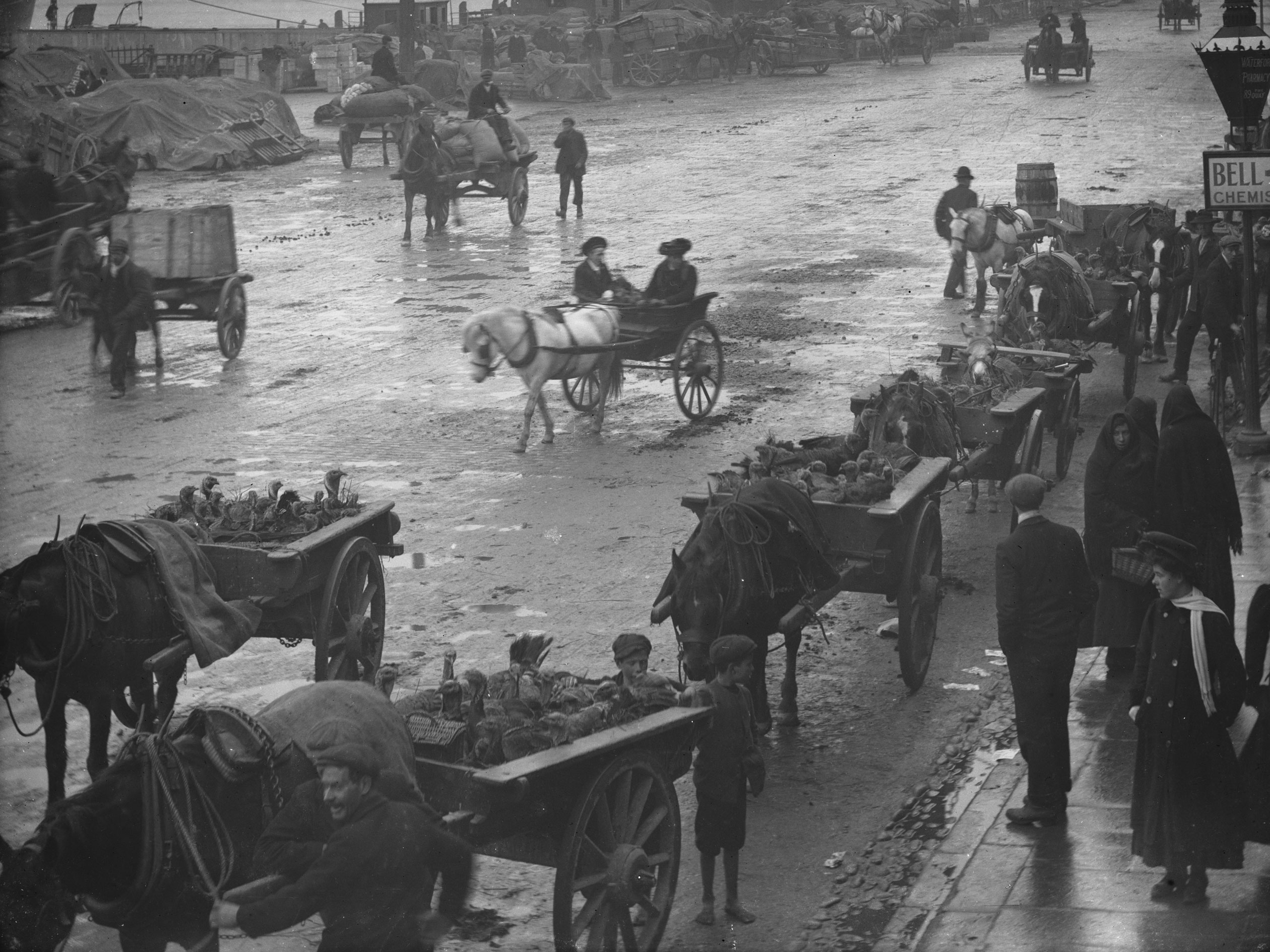
Esta foto tomada en Irlanda en 1909 permite apreciar los vehículos de tracción animal que se usaron del hasta antes de la generalización de los vehículos de combustión interna, después de la Primera Guerra

Esta fase del proceso evolutivo del transporte comenzó el uso de la rueda -que no había en la América precolombina- con la que se crearon diferentes tipos de carros, por ejemplo: la carreta, el carromato y los carruajes. Llegaron a México en la Colonia y se usaron hasta bien entrado el siglo XX, cuando los vehículos de combustión interna los desplazaron lenta o rápidamente, dependiendo del lugar del que se trate. 

#### La carreta

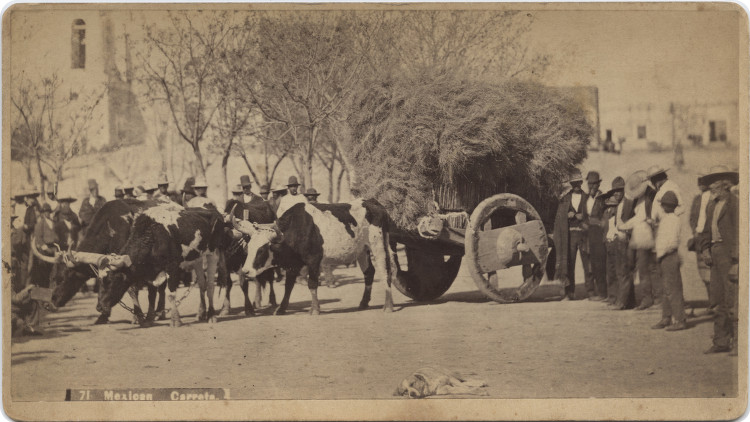
Carreta mexicana. Foto de ca. 1885 tomada por Francis Parker.

La carreta fue el carro más utilizado y promovido desde la conquista. La primera carreta en México fue utilizada para transporte personal y perteneció a Hernán Cortés; fueron los frailes del Convento de Santo Domingo quienes empezaron a usarla como transporte de carga. A ellos recurrió Diego Delgadillo, un acaudalado personaje que estaba edificando su casa, para transportar todo el material de construcción. En 1533 el Santo Patrono de los arrieros, Sebastián de Aparicio, hizo uso sistemático de la carreta como medio de transporte de carga en el camino que abrió entre la zona minera de Zacatecas y la Ciudad de México.

#### El carromato

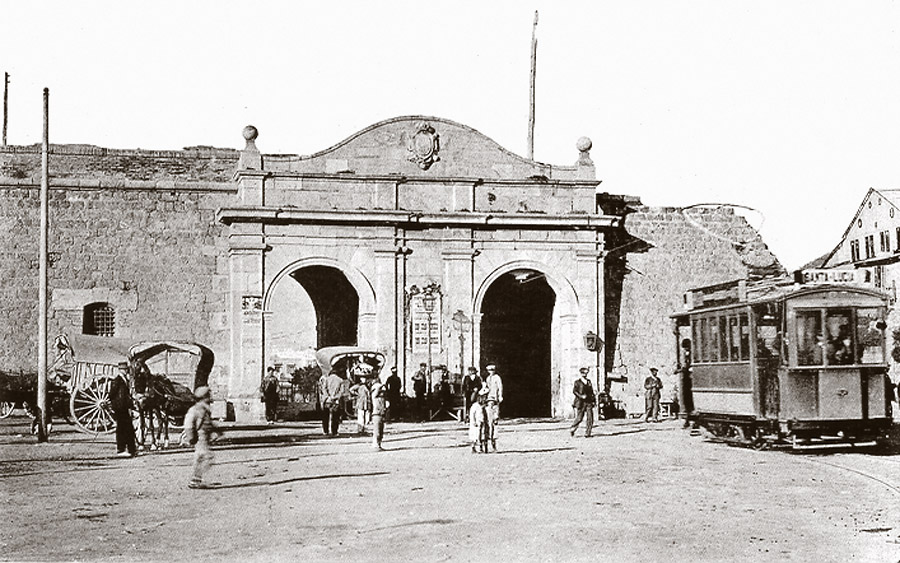
Los carromatos como los de esta exhibición de Cartagena Puerta San José son menos conocidos que los del Lejano Oeste estadounidense

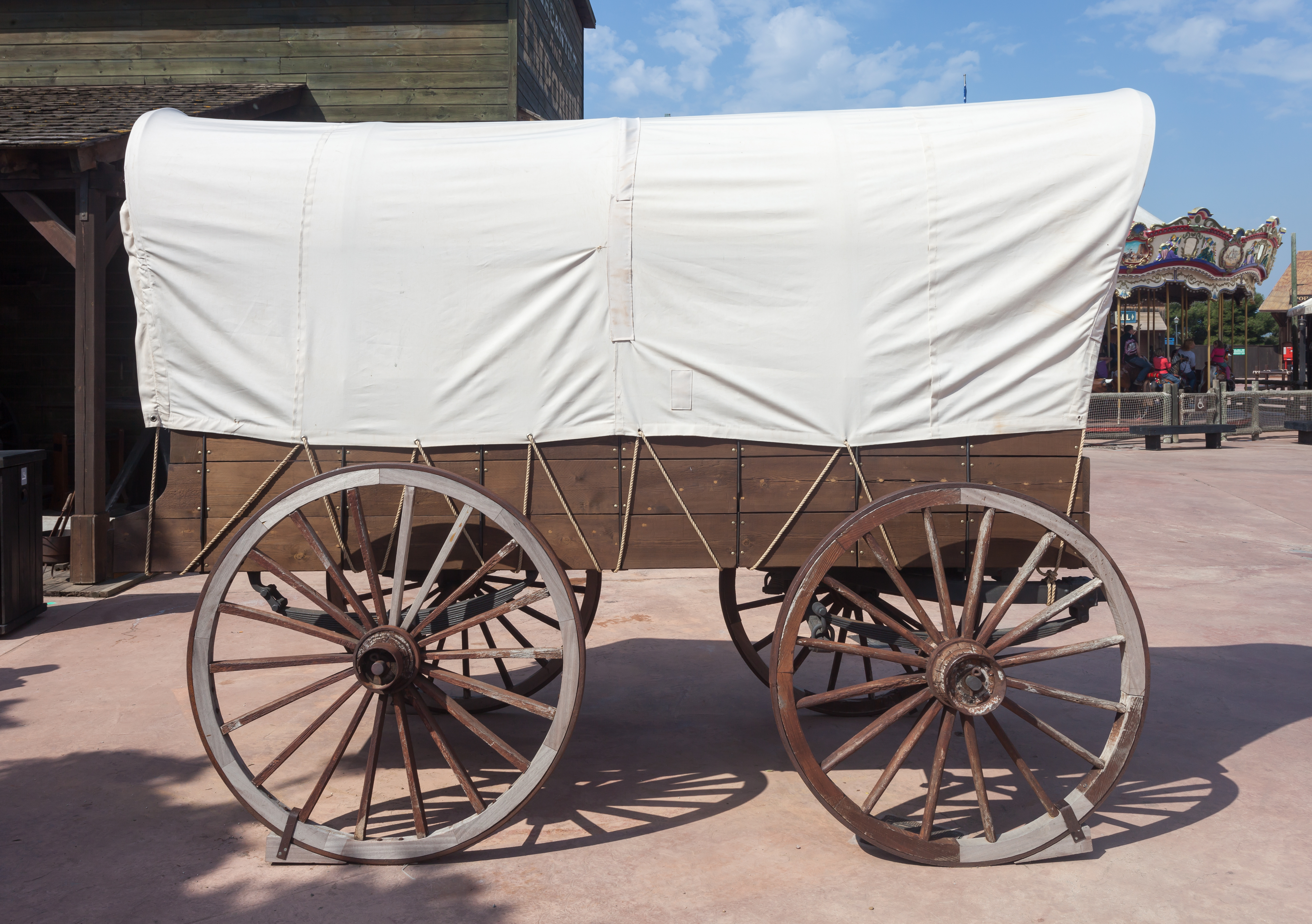
Carromato del Lejano Oeste (Far West)

El carromato fue un carro que comenzó a producirse en Nueva España en 1782 con el propósito de incrementar significativamente la capacidad de carga que tenían las carretas. Como eran muy grandes, su ancho representó un inconveniente para sus propietarios porque muchos de los caminos eran más angostos, por lo que el paso era imposible. Su tamaño también contribuyó a sus frecuentes descomposturas, estas fallas hicieron ineficiente su uso y la real orden le indicó al virrey que los carromatos existentes debían ser transformados en carretas tiradas por bueyes.

#### Coches, carros y carruajes

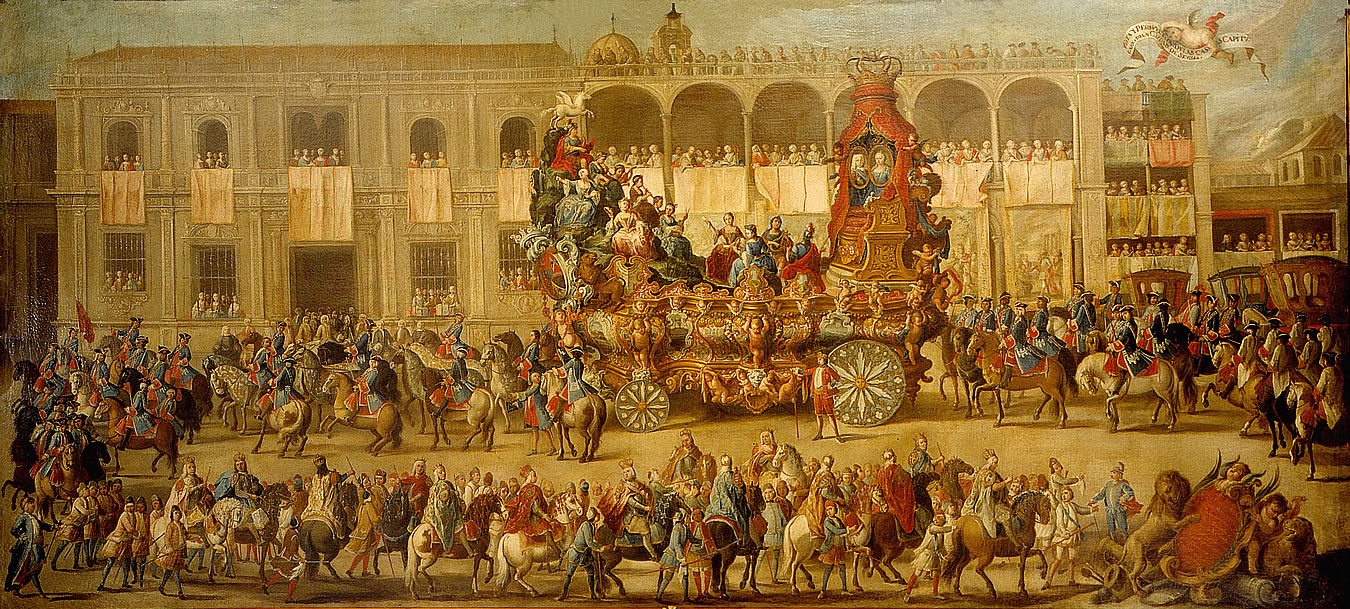
Domingo Martínez pintó el desfile de Sevilla en 1747 para celebrar la subida al trono español de Fernando VI. Los carros de la derecha eran de uso exclusivo de los nobles.

Los coches fueron introducidos a México por el marqués de Villena en 1640, estos medios de transporte eran utilizados principalmente por los grupos más privilegiados y llegaron a ser la máxima expresión del arte barroco, de hecho se convirtieron en “tronos rodantes”, el derroche en sus acabados fue tan exagerado que las autoridades tuvieron que dictar restricciones en torno a la decoración. Al igual que los caballos, los carruajes marcaban abolengo y jerarquía, específicamente en ellos el número de caballos que tiraba de un coche indicaba la posición de quien viajaba en él. 
- Rey: seis caballos (España).
- Arzobispos: seis caballos (Nueva España).
- Virrey: cuatro caballos (Nueva España).
- Duque: cuatro caballos.[8]

Los coches difieren de los carros porque los coches sí tenían sistema de amortiguación entre sus cajas y los ejes de sus ruedas.